# Jenštejnský dům (Beroun)
Jenštejnský dům je barokní dům v jižní frontě domů na Husově náměstí v Berouně. Jedná se o jednu z nejvýznamnějších historických staveb ve městě. Od roku 1968 je v domě umístěna expozice Muzea Českého krasu.

## Historie
Jenštejnský dům byl zbudován po požáru Berouna v roce 1599, investorem stavby byl císařský rychtář Jindřich Čížek z Jenštejna a stavitelem Jiří Táborský. Pozdně renesanční mramorový vstupní portál nese nápis Benedic Domine Domum istam et omnes habitantes in ea. Henricus Cžižek de Genstein Gratae posteritati. Anno Domini 1612. (Požehnej Pane domu tomuto a všem přebývajícím v něm. Jindřich Čížek z Jenštejna milému potomstvu. Léta Páně 1612.) V rodu Čížků z Jenštejna dům zůstal do roku 1652, kdy byl kvůli dluhům zkonfiskován Janu Václavu Salátovi – manželu Čížkovy vnučky Kateřiny. Majitelé se poté často střídali. 
Současná podoba stavby pochází z 1. poloviny 18. století, kdy byl dům po požáru roku 1735 radikálně přebudován v pozdně barokním slohu.
Ve 2. polovině 19. století dům patřil židovské rodině Roubíčkových, která v přízemí provozovala železářství. Poslední majitelka z této rodiny, Kamila Roubíčková, zahynula v koncentračním táboře. Po roce 1948 byl dům ve vlastnictví státu, železážství zůstalo v přízemí i nadále a patro bylo i nadále obytné.
Fasáda a přízemí byly opraveny v letech 1956–1957.
Od roku 1958 je dům chráněn jako kulturní památka.
V roce 1994 byla realizována generální oprava střešní konstrukce a v roce 1996 vznikly nové prostory v podkroví.

## Architektura
Jednopatrový řadový dům je osmiosý. Ve dvouosé části na východě domu je v přízemí umístěn podjezd s valenou klenbou, tato část je také zakončena samostatným menším štítem. Hlavní štít je složitě tvarován a dělen dvojicemi pilastrů.

## Legenda
Vždy poslední den v roce prý bloudí domem naříkající bílá paní se svazkem klíčů v ruce. Podle pověsti se jedná o ducha bývalé služky. Majitelce domu, u které služka pracovala, předpověděla cikánka, že se její děti do roka utopí. Vyděšená matka ihned nařídila, že se děti nesmí ani přiblížit k řece ani k rybníku. Poslední den, kdy hrozilo naplnění kletby, se v domě slavilo a byl v něm velký zmatek. Služka, která šla do sklepa pro pivo, si nevšimla, že se děti vplížily za ní, a nevědomky je ve sklepě zamkla. Děti volaly o pomoc, ale přes silné zdi je nikdo neslyšel, a jak bloudily potmě ve sklepení, přepadly přes roubení do studny, ve které se utopily. Služka byla za svou nepozornost souzena a popravena, její nešťastný duch prý ale bloudí Jenštejnským domem dosud.